# پوشفا
پوشفا (به مجاری:  Pósfa) یک شهرداری در مجارستان است که در واش واقع شده‌است. پوشفا ۵٫۳۵ کیلومتر مربع مساحت و ۳۰۴ نفر جمعیت دارد.